# Hafen Nida

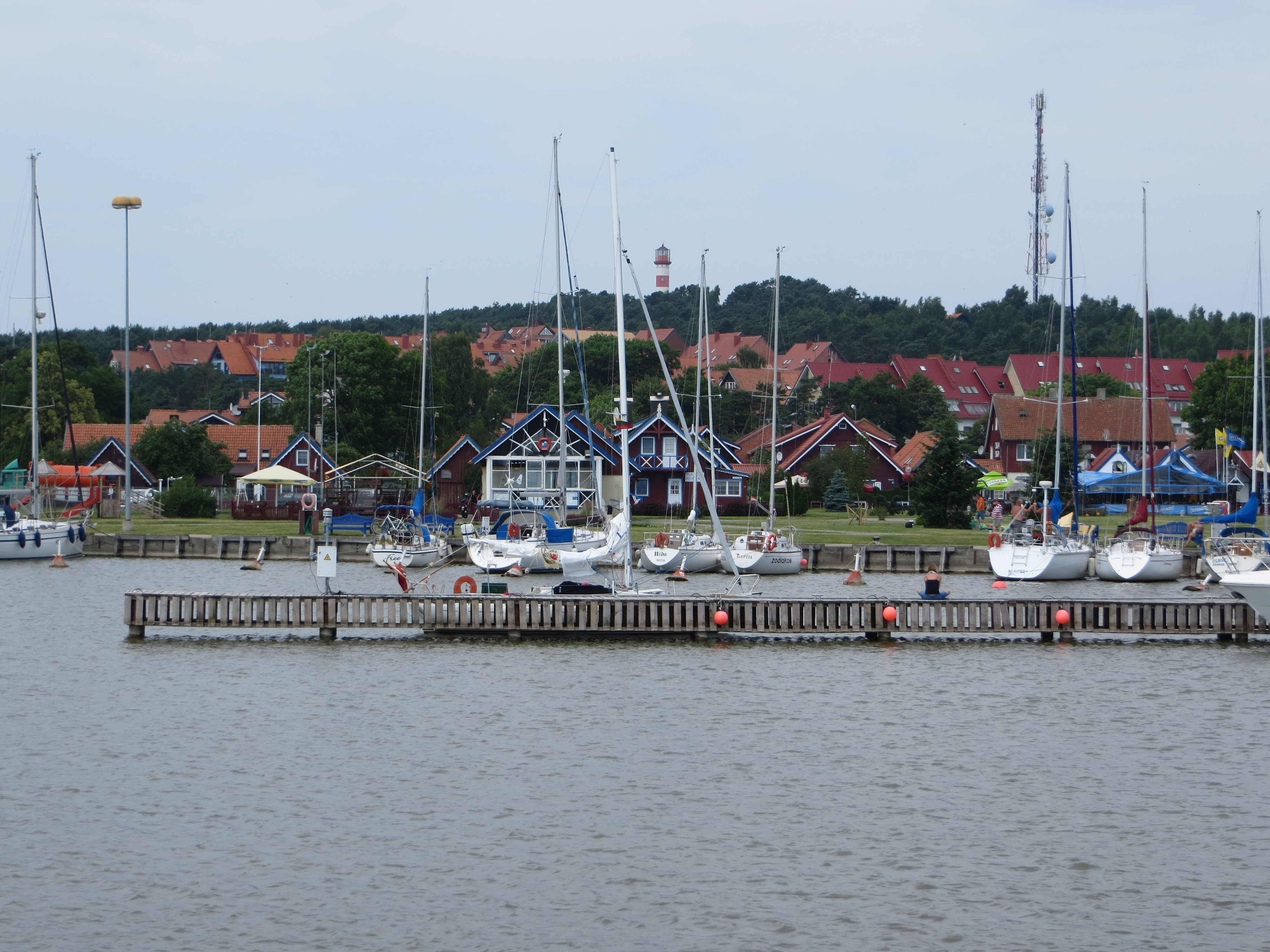

Der Hafen Nida (litauisch Nidos uostas; Passagierhafen Nida, Nidos keleivinis uostas) ist ein Fischerei-, Passagier- und Binnenhafen in der Gemeinde Neringa auf der Kurischen Nehrung in Litauen, unweit von Klaipėda. Der Hafen befindet sich im südlichen Teil von Nida (deutsch Nidden) auf der Haffseite der Nehrung.

## Geschichte
Am Ende des 19. Jahrhunderts wurde ein Fischereihafen eingerichtet und später eine Dampfschiff-Werft gebaut. In Sowjetlitauen wurde die Fischerei-Basis entwickelt und Hafenzufahrten repariert. Ein Hotel, die Zollamtsgebäude und ein Teil der alten Fischerwohnungen wurden abgerissen. Der Passagierhafen Nida begann sich von 1975 bis 1976 zu bilden, als eine Pier gebaut wurde. 1991 baute man eine zweite Pier.
1999 wurde der Status des internationalen Binnenhafens verliehen. Im Passagierhafen richtete man eine Grenzkontrollstelle ein.